# Srednje Arto
Srednje Arto este o localitate din comuna Krško, Slovenia, cu o populație de 19 locuitori.